# بسكولاتة
معمل بسكولاتة (بالإنجليزية: Biscolata) كان من أبرز معامل إنتاج الشوكولاتة والبسكويت في العراق، يقع مقابل حي الجامعة في بغداد، تأسس المعمل عام 1953م والذي اغلق في عام 1990م، وقد منحت بموجب امتياز من شركة نستله في الشرق الاوسط السويسرية، واعتبر أحد أوائل معامل الشوكولاتة في الوطن العربي، اشتهر بإنتاج مجموعة متنوعة من البسكويت والحلويات والشوكولاتة، أبرزها نساتل "شمائل" وشوكولاتة "نحلة" التي لاقت شعبية واسعة في العراق. 

## التاريخ
تأسس معمل بسكولاتة في فترة الثلاثينيات -الخمسينات من القرن العشرين، خلال فترة النمو الصناعي في العراق، وقدم منتجاته بجودة عالية تحت إشراف شركة نستله، استمر الإنتاج في المعمل حيث تراجع النشاط الصناعي بسبب الأوضاع الاقتصادية والحصار الذي كان مفروض على العراق وتم إغلاقه بعد عام 1990م.

## أصل التسمية
يقال ان أصل تسمية  بسكولاتة  بهذا الاسم بسبب لإنتاجه البسكويت والشوكولاتة فسمي بهذا الاسم بجمع كلمة (بسكو) التي من البسكويت و (لاتة) التي من الشوكولاتة فتشكل لنا كلمة (بسكو + لاتة) اسم بسكولاتة.

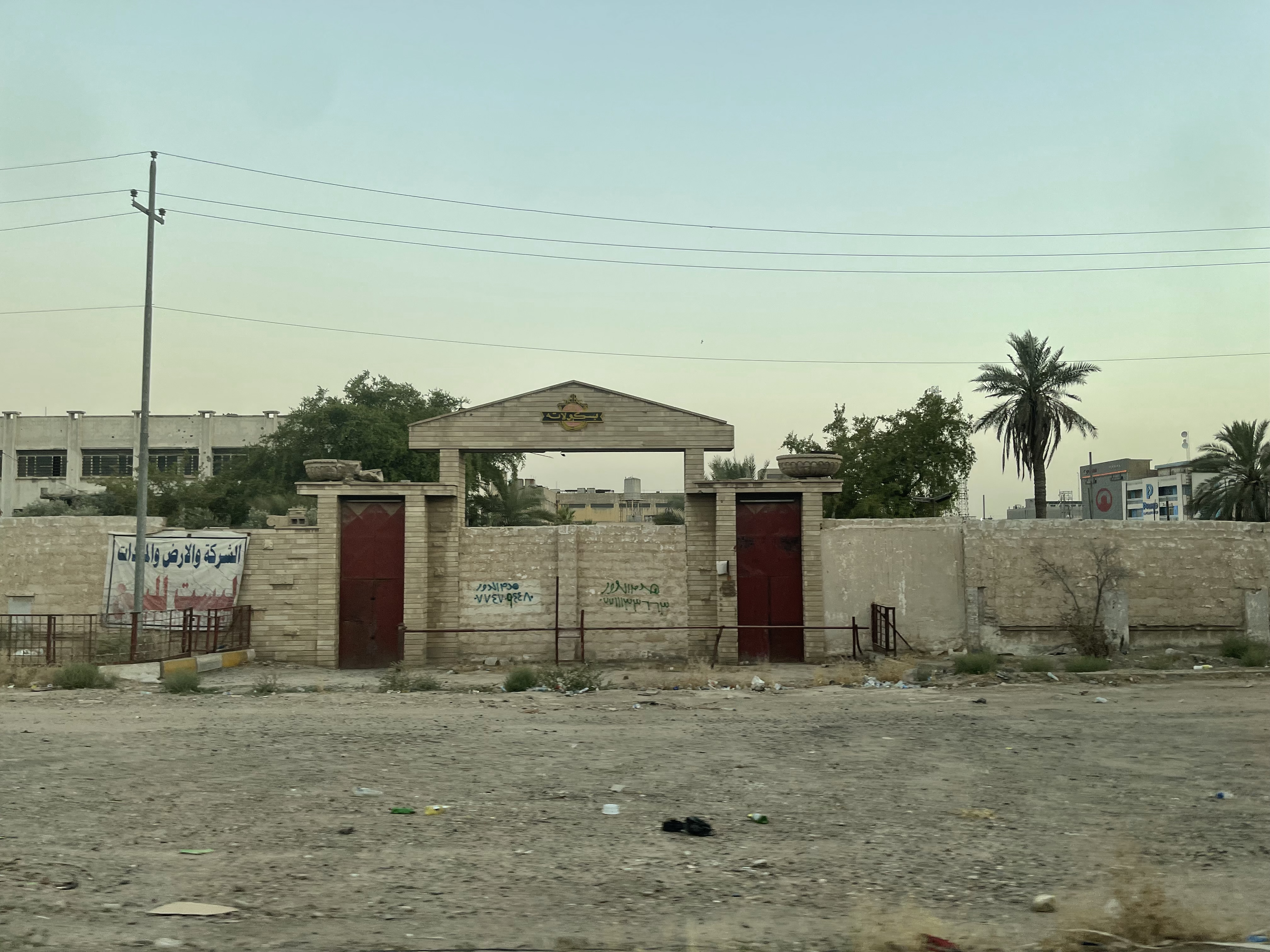
مبنى معمل بسكولاتة عام 2025.

## الإغلاق والإرث
بسبب الحصار الاقتصادي الذي فُرض على العراق في التسعينيات، توقفت الشركة عن الإنتاج وتم إغلاق المعمل. على الرغم من ذلك، ظلت العلامة التجارية "بسكولاتة" رمزًا للحنين إلى فترة من التميز الصناعي في العراق. المنطقة التي كان يقع فيها المعمل تُعرف اليوم باسم "تقاطع بسكولاتة"، وتضم العديد من المحلات التجارية والمجمع السكني، ولا يزال مصير المعمل المهجور مجهولًا حتى اليوم ولكن موجود على المعمل لافته مكتوب عليها (الشركة والأرض والمعدات ليست للبيع) بخط كبير والى وقتنا الحاضر لا احد يعرف مصير هذا المعمل المركون.

## المنتجات
كان المعمل ينتج مجموعة متنوعة من الشوكولاتة والبسكويت، من بينها:
- نساتل "شمائل".
- شوكولاتة "نحلة".
- بسكويتات بنكهات مختلفة:
  - شوكولاتة بالبندق.
  - شوكولاتة بالبرتقال.
  - شوكولاتة بالفراولة.
  - شوكولاتة بالليمون.
  - بسكويت نيس.
  - بسكويت سارة.
  - بسكويت عنتره (مغطس بالشكلة).
  - بسكويت ماو ماو.
  - بسكويت ماري.
- والعديد من الاصناف التي أنتجتها بسكولاته ايضاً ومثل معجنات عربية برزاق: بالسمسم والفستق التي تم اصدارها عام 1980م شباط وكان الوزن التقريبي 500 غم.[3]